# Ben Barres
Ben A. Barres (West Orange, Nueva Jersey; 13 de septiembre de 1954-Standford, California; 27 de diciembre de 2017) fue un neurobiólogo estadounidense de la Universidad Stanford. Investigó la interacción entre las neuronas y las células gliales en el sistema nervioso. En 1997, transicionó a mujer, convirtiéndose en el primer científico abiertamente transgénero de la Academia Nacional de Ciencias de Estados Unidos en 2013. Desde 2008, fue catedrático del Departamento de Neurobiología de la Escuela de Medicina de la Universidad Stanford.

## Biografía

### Primeros años
Barres nació en West Orange, Nueva Jersey, Estados Unidos. 
Asistió a una escuela de West Orange, donde sobresalió en matemáticas y quedó impresionado por su profesor de octavo curso Jeffrey Davis. Se graduó en biología del Instituto Tecnológico de Massachusetts (MIT) y en medicina de la Escuela Médica de Dartmouth, realizó las prácticas de formación en neurología en residencia en Centro Médico Weill Cornell y obtuvo su doctorado (PhD) en neurobiología en la Universidad de Harvard. Realizó prácticas de investigación posdoctoral en la University College de Londres bajo la supervisión de Martin Raff. En 1993, se incorporó como docente en la Escuela de Medicina de la Universidad Stanford. En 1997, transicionó a hombre, y publicó escritos acerca del sexismo en el mundo científico. En 2008, fue nombrado Catedrático de Neurobiología.

### Investigación
Barres realizó o colaboró en más de 160 publicaciones. Sus trabajos se publicaron en revistas científicas tales como Nature Neuroscience y Cell.
Estudió el desarrollo y la función de las células gliales del sistema nervioso central de los mamíferos. Fue pionero en los nuevos métodos de cultivo y de purificación de las células gliales de los nervios ópticos (oligodendrocitos y astrocitos) de los roedores a partir de sus interacciones con las neuronas (células ganglionares de la retina). Sus objetivos en la investigación se centraron en el papel de las células gliales en la falla del sistema nervioso central para regenerarse.

### Experiencia con el sexismo
Barres describió sus experiencias de discriminación por razón de sexo en el MIT. Tras resolver un problema matemático particularmente difícil que dejó perplejos a muchos estudiantes varones, fue acusado de dejar que se lo resolviera un supuesto novio. Aunque era el estudiante más destacado de la clase, le fue difícil conseguir un supervisor para su investigación. Perdió una beca frente a un hombre cis que tenía una sola publicación, a pesar de que Barres ya tenía seis. Mientras se estaba doctorando en Harvard, se le comunicó que iba a ganar una competición científica que estaba entre él y un competidor varón. El decano le dijo: «He leído las dos solicitudes, y va a ser usted; su solicitud es mucho mejor». Sin embargo, el galardón acabó en manos de su competidor, que dejó el mundo científico un año después.
Después de transicionar, percibió que quienes desconocían su transexualidad lo trataban con más respeto como hombre que cuando se presentaba como mujer. Después de impartir su primer seminario como hombre, se oyó comentar a un científico: «Ben Barres ha dado hoy un gran seminario, su trabajo es mucho mejor que el de su hermana [pensando que Barbara era su hermana]».
En 2012, rememoró así los acontecimientos acerca de su cambio de sexo:

Cuando decidí cambiar de sexo hace 15 años, no tenía modelos a los que seguir. Pensé que tenía que decidir entre mi identidad y mi carrera. Cambié de sexo pensando que mi carrera podía estar acabada. La alternativa que contemplaba seriamente era el suicidio, pues no podía seguir como Barbara.

Barres criticó la postura de Lawrence Summers, entre otros, según la cual una de las razones por las que hay menos mujeres que hombres profesores de ciencias e ingeniería es que hay menos mujeres con las «aptitudes intrínsecas» sobresalientes que hacen falta para estos puestos. Habló y escribió abiertamente acerca de ser un hombre transexual y de sus experiencias en torno a su transición de identidad de género en 1997, así como de cómo ha sido tratado de forma diferente como mujer que como hombre en el mundo científico.
Barres dirigió una serie de «preguntas abiertas» a Steven Pinker y Harvey Mansfield en una alocución formal en Harvard en la que cuestionó los datos que sostenían sus argumentos.
Barres falleció de cáncer pancreático a los 63 años.

## Premios y reconocimientos
Barres obtuvo varios premios a la investigación, como una Beca de Investigación en Ciencias de la Vida, un Premio McKnight de Investigación y un Premio Académico Searle.
También obtuvo premios a la enseñanza, como el Premio Kaiser a la Excelencia en la Enseñanza y el Premio Kaiser a las Contribuciones Innovadoras y Excepcionales en la Educación Médica.
En 2008, recibió el Premio Mika Salpeter a la Carrera de Toda una Vida.
Cofundó Annexon Biosciences, Inc., una empresa que fabrica medicamentos para bloquear la neurodegeneración en los pacientes con alzhéimer y otras enfermedades neurológicas.
Formó parte del Consorcio Internacional de Investigación en Lesiones de la Médula Espinal de la Fundación Reeve, y fue miembro y fellow de la Asociación Estadounidense para el Avance de la Ciencia en 2011. En 2013 fue elegido para la Academia Nacional de Ciencias de Estados Unidos, siendo el primer miembro abiertamente transexual. Junto con Tom Jessell, recibió el Premio Ralph W. Gerard en Neurociencia en la Sociedad de Neurociencia en 2016.

## Publicaciones
- Knowland, Daniel; Arac, Ahmet; Sekiguchi, Kohei J.; Hsu, Martin; Lutz, Sarah E.; Perrino, John; Steinberg, Gary K.; Barres, Ben A.; Nimmerjahn, Axel; Agalliu, Dritan (2014). «Stepwise Recruitment of Transcellular and Paracellular Pathways Underlies Blood-Brain Barrier Breakdown in Stroke». Neuron 82 (3): 603-617. PMC 4016169. PMID 24746419. doi:10.1016/j.neuron.2014.03.003.
- Barres, Ben A. (2013). «How to Pick a Graduate Advisor». Neuron 80 (2): 275-279. doi:10.1016/j.neuron.2013.10.005.
- Schafer, Dorothy P.; Lehrman, Emily K.; Kautzman, Amanda G.; Koyama, Ryuta; Mardinly, Alan R.; Yamasaki, Ryo; Ransohoff, Richard M.; Greenberg, Michael E.; Barres, Ben A.; Stevens, Beth (2012). «Microglia Sculpt Postnatal Neural Circuits in an Activity and Complement-Dependent Manner». Neuron 74 (4): 691-705. PMC 3528177. PMID 22632727. doi:10.1016/j.neuron.2012.03.026.
- Foo, Lynette C.; Allen, Nicola J.; Bushong, Eric A.; Ventura, P. Britten; Chung, Won-Suk; Zhou, Lu; Cahoy, John D.; Daneman, Richard; Zong, Hui; Ellisman, Mark H.; Barres, Ben A. (2011). «Development of a Method for the Purification and Culture of Rodent Astrocytes». Neuron 71 (5): 799-811. PMC 3172573. PMID 21903074. doi:10.1016/j.neuron.2011.07.022.
- Dugas, Jason C.; Cuellar, Trinna L.; Scholze, Anja; Ason, Brandon; Ibrahim, Adiljan; Emery, Ben; Zamanian, Jennifer L.; Foo, Lynette C.; McManus, Michael T.; Barres, Ben A. (2010). «Dicer1 and miR-219 Are Required for Normal Oligodendrocyte Differentiation and Myelination». Neuron 65 (5): 597-611. PMC 2843397. PMID 20223197. doi:10.1016/j.neuron.2010.01.027.
- Barres, Ben A. (2010). «Neuro Nonsense». PLoS Biology 8 (12): e1001005. doi:10.1371/journal.pbio.1001005.
- Barres, B (2008). «The Mystery and Magic of Glia: A Perspective on Their Roles in Health and Disease». Neuron 60 (3): 430-440. ISSN 0896-6273. PMID 18995817. doi:10.1016/j.neuron.2008.10.013.
- Barres, Ben A. (2006). «Does gender matter?». Nature 442 (7099): 133-136. PMID 16848004. doi:10.1038/442133a.
- Barres, BA (2005). «Arrogance imperils plans for change at Harvard.». Nature 434 (7034): 697. PMID 15815603. doi:10.1038/434697a.
- Barres, Ben A; Yves-Alain Barde (2000). «Neuronal and glial cell biology». Current Opinion in Neurobiology 10 (5): 642-648. ISSN 0959-4388. doi:10.1016/S0959-4388(00)00134-3.